# École de dessin des amis de l'Art de Viipuri
L'École de dessin des amis de l'Art de Viipuri (finnois : Viipurin taiteenystäväin piirustuskoulu) est une école d'Arts de Viipuri qui a fonctionné de 1891 à 1939.

## Architecture
Le bâtiment du musée des Beaux-arts et de l'école de dessin est conçu par Uno Ullberg et construit en 1930.

## Histoire
L'école, inaugurée par le Président de la République Lauri Kristian Relander, fonctionne de 1891 à 1939.
Elle est alors l'une des 3 écoles d'art de Finlande avec l'Académie des beaux-arts d'Helsinki et l'école de dessin de Turku.
L'école est fermée en 1939 au début de la guerre d'hiver.
Le premier professeur de l'école est Arvid Liljelund, qui a enseigné de 1869 à 1876 à l'école de dessin des amis de l'Art d'Helsinki. 
Rurik Lindquist dirigera l'école de 1900 à 1940
L’école aura pour étudiants Hugo Simberg, Aukusti Tuhka, Aimo Tukiainen, Väinö Kunnas, Olli Miettinen et Onni Mansnerus enter-autres.
Hugo Simberg y enseignera pendant une brève période.